# استیو پیکاک
استیو پیکاک (انگلیسی: Steve Peacocke؛ زادهٔ ۳۰ اکتبر ۱۹۸۱) هنرپیشه اهل استرالیا است.
از فیلم‌ها یا برنامه‌های تلویزیونی که وی در آن نقش داشته است می‌توان به من پیش از تو اشاره کرد.